# Забезпеченість видобутку запасами
Забезпеченість видобутку запасами(рос. обеспеченность добычи запасами; англ. provision of recovery with reserves; нім. Reserve f) – показник, який характеризує тривалість періоду, протягом якого наявних запасів буде достатньо для підтримування досягнутого рівня річного видобутку корисної копалини. Підраховується для конкретної копальні (шахти, кар'єру), а також для регіону, країни тощо.

## Забезпеченість запасами видобутку нафти (газу)
Забезпеченість запасами видобутку нафти (газу) (рос. обеспеченность добычи нефти (газа) запасами; англ. provision of oil (gas) recovery with reserves; reserve provision of oil (gas) production; нім. Reserve f von Erdöl- und Erdgasvorrätten m pl , Erdöl- und Erdgas- Förderungssicherung f) – показник, який характеризує тривалість періоду, протягом якого наявних запасів буде достатньо для підтримування досягнутого рівня річного видобутку нафти (газу), і визначається за формулою: P = G/Q, де G – видобувні запаси на початок року, млн т (млрд м3); Q – видобуток нафти (газу) за рік, млн т/рік (млрд м3/рік). 
Для розрахунку можна брати запаси різних категорій (А + В або А + В + С1). 
У плануванні геологорозвідувальних робіт слід брати в нафтовій промисловості за категоріями А + В + С1 35-40 років, а в газовій промисловості 25-30 років. 